# Apeadeiro de Senhora das Dores
O Apeadeiro de Senhora das Dores, originalmente denominado de Mosteirô, foi uma interface da Linha do Minho, que servia a localidade de Mosteirô, no concelho de Trofa, em Portugal.

## Descrição
O Apeadeiro de Senhora das Dores tinha acesso pela Rua do Poeta Sá de Miranda, no concelho da Trofa.
Segundo o Directório da Rede 2011, publicado pela Rede Ferroviária Nacional em 25 de Março de 2010, o Apeadeiro de Senhora das Dores possuía duas vias de circulação, com 407 e 408 m de comprimento; as duas plataformas tinham ambas 220 m de extensão, e uma altura de 75 cm. Era composta por duas plataformas assentes numa estrutura metálica.

## História
Este apeadeiro encontra-se no troço entre as estações de Campanhã e Nine da Linha do Minho, que entrou ao serviço, junto com o Ramal de Braga, em 21 de Maio de 1875.
Em 2006, o deputado da Coligação Democrática Unitária na Assembleia Municipal da Trofa, Jaime Toga, criticou a degradação das infra-estruturas ferroviárias no concelho, incluindo o Apeadeiro de Senhora das Dores.
Esta interface foi abatida ao serviço, devido ao facto da circulação ferroviária ter sido desviada para um novo traçado, onde se insere a nova Estação da Trofa. Os últimos serviços realizaram-se em 14 de Agosto de 2010, tendo a Câmara Municipal de Trofa organizado nesse dia um comboio especial entre a antiga Estação da Trofa e São Romão, com paragem neste apeadeiro.